# Барпа-Лангас
Ба́рпа-Ла́нгас (англ. Barpa Langass), от гэльск. Barpa Langais (варианты: Langass Barp, Langash Barp) — камерный каирн на острове Норт-Уист в составе Внешних Гебридских островов. Размер каирна составляет около 22 метров в диаметре и 5,5 метра в высоту, он создан в эпоху неолита. Крыша каирна образована двумя массивными плитами, на которые опирается третья плита.
Вход находится на восточной стороне. Хотя сооружение частично разрушено, всё ещё можно войти в одну из камер. Как полагал антиквар Эрскин Беверидж, должны существовать также вторая и третья камеры. Не позднее 1911 г. Беверидж провёл раскопки каирна и окрестностей, и обнаружил свидетельства кремационных погребений, а также осколки керамики (некоторые с характерным орнаментом), древесную золу, останки сожжённых костей, кремнёвый наконечник стрелы, скребло и фрагмент талька с отверстием.